# HD 9562
HD 9562，又名BD-07 256，SAO 129371、HR 448，是一颗恒星，视星等为5.76，位于銀經151.37，銀緯-67.53，其B1900.0坐标为赤經1h 28m 40.9s，赤緯-7° -67.53′ 11″。